# Rhamphomyia nipponalpina
Rhamphomyia nipponalpina är en tvåvingeart som beskrevs av Saigusa 1964. Rhamphomyia nipponalpina ingår i släktet Rhamphomyia och familjen dansflugor. Inga underarter finns listade i Catalogue of Life.